# هيبرون (ويسكونسن)
الخليل (بالإنجليزية: Hebron, Wisconsin)‏ هي بلدة تقع بولاية ويسكونسن في الولايات المتحدة. تبلغ مساحتها 75 (كم²)، وترتفع عن سطح البحر 261 م، بلغ عدد سكانها 1094 نسمة في عام 2010 حسب إحصاء مكتب تعداد الولايات المتحدة .

## وصلات خارجية
- The US50 - Cities and Towns in Wisconsin State
- Wisconsin Cities and Towns, Facts, Map, Flag, Colleges, Government, and More